# Eleni Foureira
Entela Fureraj, beter bekend als Eleni Foureira (Grieks: Ελένη Φουρέιρα) (Fier, 7 maart 1987), is een Griekse zangeres, danseres en zakenvrouw.

## Biografie
Eleni Foureira werd als Entela Fureraj geboren in het Albanese Fier. Haar ouders ontvluchtten hun vaderland na de Albanese anarchie van 1997. Ze groeide daarna op in Kallithea nabij Athene. In de beginjaren van haar carrière claimde ze echter een geboren en getogen Griekse te zijn. Pas in 2014 bevestigde ze van Albanese afkomst te zijn. Ze beweerde haar afkomst verzwegen te hebben om haar muziekcarrière niet te hypothekeren vanwege Albanofobe gevoelens binnen de Griekse samenleving.
Foureira startte haar muzikale carrière in 2007 als lid van de groep Mystique. In 2010 startte ze haar solocarrière. Begin 2018 werd ze door de Cypriotische openbare omroep intern geselecteerd om Cyprus te vertegenwoordigen op het Eurovisiesongfestival 2018, gehouden op 12 mei in de Portugese hoofdstad Lissabon. Daar behaalde ze met het nummer Fuego de tweede plaats.
Foureira heeft een relatie met de Spaanse voetballer Alberto Botía.

## Discografie

### Singles
| Single met eventuele hitnotering(en) in de Nederlandse Top 40 | Datum van verschijnen | Datum van binnenkomst | Hoogste positie | Aantal weken | Opmerkingen                                                        |
| ------------------------------------------------------------- | --------------------- | --------------------- | --------------- | ------------ | ------------------------------------------------------------------ |
| Fuego                                                         | 2018                  | -                     |                 |              | Nr. 96 in de Single Top 100 / Inzending Eurovisiesongfestival 2018 |